# Giovanni Comisso
Giovanni Comisso (ur. 3 października 1895 w Treviso, zm. 21 stycznia 1969 tamże) – włoski pisarz i dziennikarz
Ukończył studia prawnicze na Uniwersytecie w Sienie, ale nigdy nie pracował jako prawnik. W czasie I wojny światowej służył we włoskim wojsku. Mieszkał w Fiume (obecnie Rijeka w Chorwacji), gdzie brał udział w działaniach Gabriele D’Annunzio. Po wojnie prowadził księgarnię w Mediolanie, a także zajmował się handlem dziełami sztuki w Paryżu. Współpracował z licznymi włoskimi gazetami: La gazzetta del popolo, Corriere della Sera, Il messaggero, czy La Stampa. Liczne podróże, jakie odbywał w związku z działalnością dziennikarską, zaowocowały wydaniem kilku tomów złożonych z listów z podróży (m.in Questa è Parigi z podróży do Paryża, Amori d’Oriente z Dalekiego Wschodu, czy * Cina-Giappone z Chin i Japonii).
Po II wojnie światowej współpracował z takimi czasopismami jak Il mondo, Il giorno, czy Il gazzettino.
W 1928 roku został uhonorowany nagrodą Premio Bagutta za Gente di mare. Za opublikowaną w 1955 roku powieść Un gatto attraversa la strada otrzymał Nagrodę Stregi.

## Wybrana twórczość
- Il porto dell'amore (1924)
- Gente di mare (1928)
- Questa è Parigi (1931)
- Amori d’Oriente (1949)
- Cina-Giappone (1954)
- Un gatto attraversa la strada (1955)
- Attraverso il tempo (1968)